# 芬嫩特罗普
芬嫩特罗普是德国北莱茵-威斯特法伦州的一个市镇。总面积104.42平方公里，总人口17446人，其中男性8852人，女性8594人（2011年12月31日），人口密度167人/平方公里。